# Comuna Holoskiv, Letîciv
Holoskiv (în ucraineană Голосків) este o comună în raionul Letîciv, regiunea Hmelnîțkîi, Ucraina, formată din satele Holoskiv (reședința) și Rusanivți.

## Demografie
Componența lingvistică a comunei Holoskiv
     Ucraineană (98,49%)
     Rusă (1,33%)
     Alte limbi (0,12%)
Conform recensământului din 2001, majoritatea populației comunei Holoskiv era vorbitoare de ucraineană (98,49%), existând în minoritate și vorbitori de rusă (1,33%).